# نصر أباد (فريمان)
نصر أباد (بالفارسية: نصرآباد) هي قرية تقع في قسم قلندرآباد الريفي في إيران.